# Zunil (cratère martien)
Cet article concerne le cratère martien. Pour la ville guatémaltèque, voir Zunil.
Zunil est un cratère d'impact de la planète Mars situé au sud-ouest du quadrangle d'Elysium, du côté d'Athabasca Vallis, non loin de Cerberus Fossae. Il est nommé en l'honneur de la ville guatémaltèque de Zunil.

## Identification
Il a été aperçu par les orbiteurs des missions Viking 1 et Viking 2 dans les années 1970, puis a été photographié à haute résolution en l'an 2000 par la MOC de MGS. Une structure rayonnée a par la suite été mise en évidence en 2003 autour de ce cratère par le spectromètre thermique de la sonde américaine 2001 Mars Odyssey, ce qui n'avait alors jamais été observé sur Mars.
La MOC de Mars Global Surveyor a repéré en 2003 un glissement de terrain sur la paroi sud-est du cratère, et a ensuite été photographié à haute résolution en décembre 2003 par l'instrument HiRISE de Mars Reconnaissance Orbiter.

## Structure rayonnée
L'impact à l'origine du cratère Zunil s'est produit il y a quelques millions d'années tout au plus, de sorte que ce cratère est encore dans un état assez natif. Il s'agit probablement d'un impact à faible vitesse relative, comme une comète. Le cratère s'est formé dans une structure basaltique datée de 165 à 177 millions d'années. La structure rayonnée visible dans l'infrarouge s'étend jusqu'à 1 600 km autour de l'impact, générée, d'après les simulations, par une dizaine de millions de débris de plus de 10 cm de diamètre représentant environ 30 km3 d'éjectas ; ce serait ainsi une myriade de cratères secondaires, de taille souvent minuscule et n'excédant pas quelques centaines de mètres, qui aurait grêlé les environs de Zunil, jusqu'à peut-être 3 500 km de distance. Actuellement, la plupart de ces cratères secondaires identifiés se trouvent au-delà de 80 km de Zunil, et environ 75 à 80 % des cratères d'Athabasca Vallis seraient des cratères secondaires de Zunil : une telle proportion de cratères secondaires est susceptible de conduire à une révision des méthodes de datation fondées sur le taux de cratérisation des surfaces martiennes récentes, s'il est effectivement avéré que des impacts tels que celui à l'origine de Zunil sont à même de couvrir d'aussi vastes surfaces martiennes avec autant de cratères secondaires,.

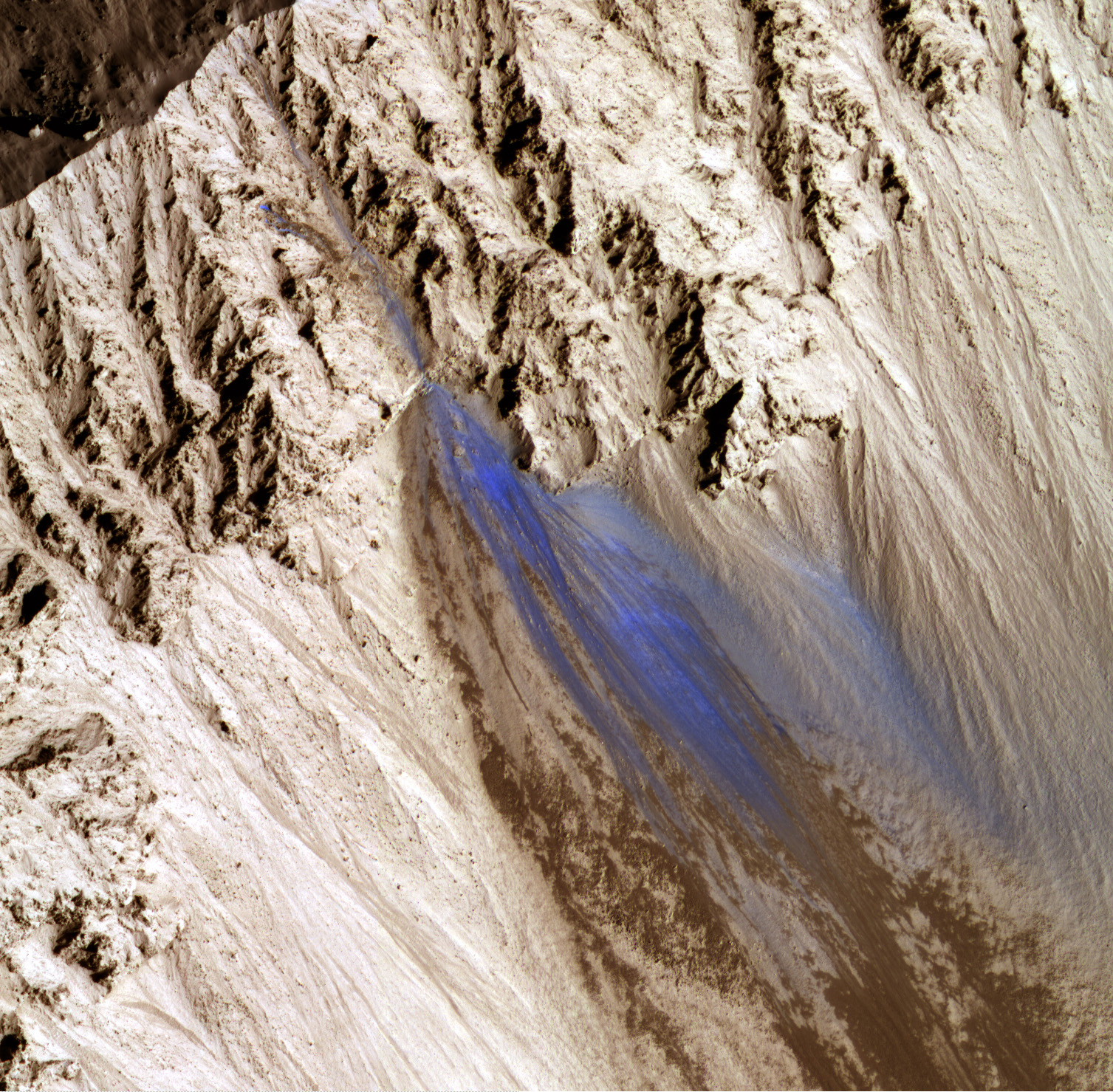
Glissement de terrain en fausses couleurs vu le 11 décembre 2006 par l'instrument HiRISE de MRO.